# Усику
Усику (яп. 牛久市 Усику-си) — город в Японии.

## Географическое положение
Город Усику расположен на востоке острова Хонсю, в префектуре Ибараки региона Канто, приблизительно в 50 километрах к северо-востоку от Токио. Площадь города равняется 58,89 км². 
Соседями Усику являются города Цукуба, Цутиура и Рютасаки. Город имеет прямое шоссейное и железнодорожное сообщение с городами Токио и Сэндай.

## История
Статус города Усику получил 1 июня 1986 года.
В 1993 году здесь был открыт центр содержания нелегальных мигрантов.
Численность населения в октябре 2007 года составляла 78 980 человек. Плотность населения — 1318 чел./км².

## Достопримечательности
В Усику установалена Усику Дайбуцу, третья в мире по величине статуя Будды. Кроме того, интересными для посещения являются находящееся возле города озеро Усику — согласно преданиям, место рождения мифического каппы, японского водяного, и замок Камия, давший название маркам японских вин начиная с 1901 года.

## Города-побратимы
- Хататиота, Япония (1986)
- Сикама, Япония (1988)
- Греве-ин-Кьянти, Италия (2013)[2]
- Уайтхорс, Канада (1985) [3]
- Ориндж, Австралия (1986)[4]